# Fláje
Fláje (deutsch Fleyh) war ein Dorf im mittleren Erzgebirge in Tschechien. Es hatte seinen Namen vom Fluss Flöha (Flájský potok), an dessen Oberlauf es lag. Seit dem Bau der Talsperre besteht Fláje nur noch aus sechs Häusern und ist ein Ortsteil der Gemeinde Český Jiřetín im Okres Most, Ústecký kraj.

## Geschichte

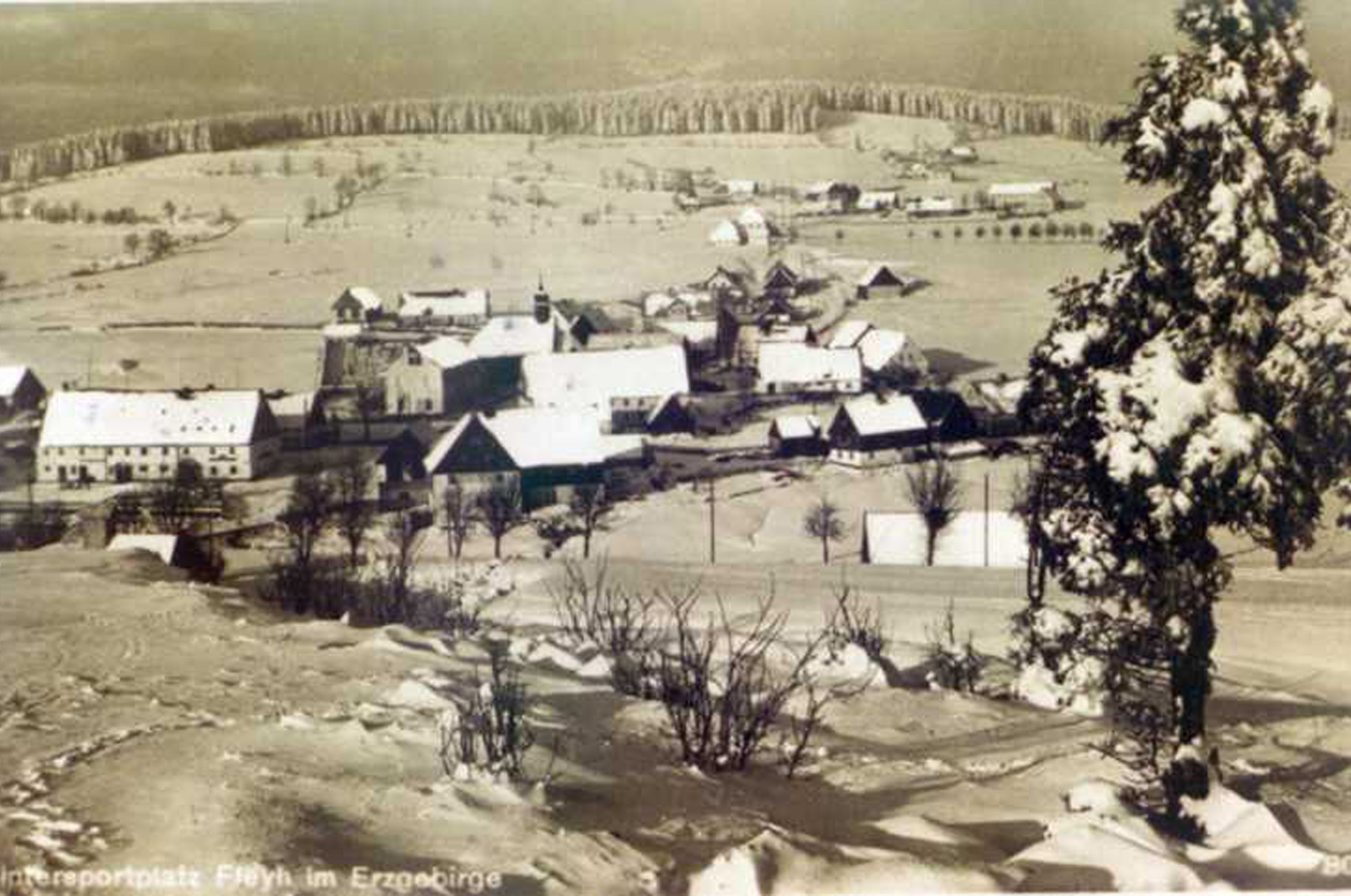
Ortsansicht von 1910

Die erste schriftliche Erwähnung des Ortes stammt aus dem Jahr 1346 in Zusammenhang mit der Pfarrei, die zu Freiberg gehörte.
Das Dorf gehörte zur Burg Ossegg der Herren von Riesenburg, die 1398 die Herrschaft an den Markgrafen Wilhelm I. von Meißen verkauften. Nachdem die Herrschaft Riesenburg durch den Vertrag von Eger 1459 wieder Teil des Königreiches Böhmen geworden war, wechselten sich verschiedene Pfandherren als Besitzer ab. Paul Fürst Kaplirz de Sulewicz verlegte nach 1488 den Sitz der Herrschaft auf die Feste Duchcov. Im Jahre 1523 wurde die Herrschaft an Diepold von Lobkowicz übereignet, ihm folgte 1538 Wenzel von Lobkowicz. Später übernahm die Witwe Polyxena Marie von Lobkowicz die Ländereien. Diese heiratete Maximilian von Waldstein. Nach ihrem Tod 1651 erbte ihr Mann die Herrschaft Dux. Im Laufe der Zeit wurde das Dorf als Flew, Fflagie, Ffley, Fleja und Floe bezeichnet.
Im Jahre 1583 lebten in Fleyh neun Familien. In Anbetracht dessen, dass der Boden keinen Ertrag brachte, aber es große Waldgebiete gab, beschäftigte sich der Großteil der Bevölkerung mit der Be- und Verarbeitung von Holz. Interesse an diesem Holz hatten auch die sächsischen Kurfürsten für den Bedarf der Gruben und Hütten im Freiberger Bergrevier. Und so wurde 1624 bis 1629 ein Flößgraben, die Neugrabenflöße, von der Flöha über Georgendorf bis nach Clausnitz gebaut, der dort zur Freiberger Mulde führte, dessen Überreste man noch heute finden kann.

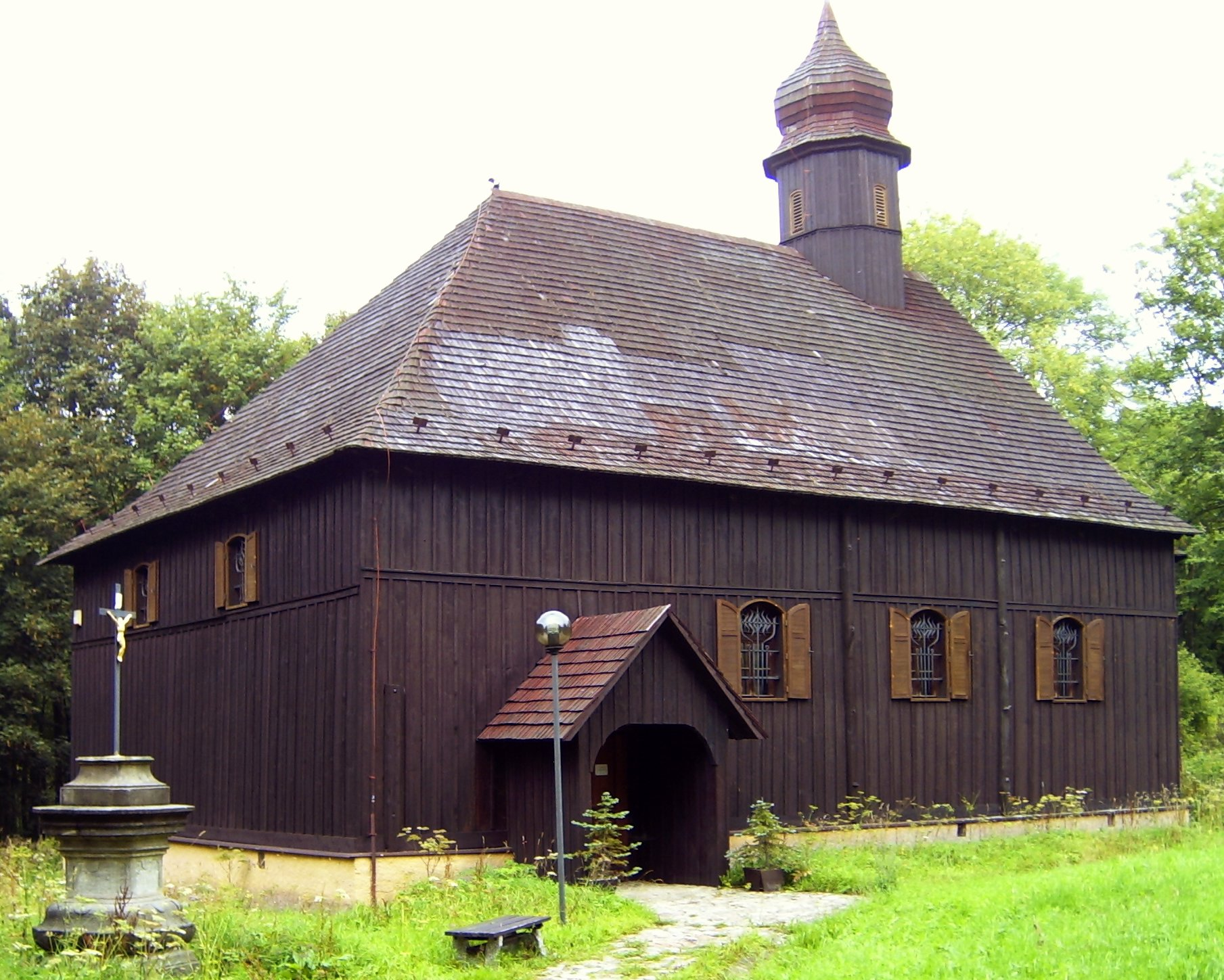
Ehemalige Kirche von Fláje, jetzt in Český Jiřetín

Die meisten Einwohner des Ortes wechselten unter Einfluss des nahen Sachsen zum Protestantismus. 1653 erbauten sie ein evangelisches Gebetshaus. Nach 1668 wurde der protestantische Teil der Bevölkerung von den Brüxer Kapuzinern zwangskatholisiert. Etwa die Hälfte der Einwohner verließ Fleyh und flüchtete nach Sachsen. Durch die katholischen Geistlichen wurde die Schule renoviert, ein Pfarrhaus erbaut und die Kirche erweitert. Es handelte sich dabei um eine Holzkirche auf einer Steinplatte, dem Heiligen Johannes dem Täufer gewidmet. Den Kern bildete wohl die zuvor erbaute protestantische Kapelle.
Im 18. Jahrhundert waren in dem Dorf 34 Landwirte, zwei Müller, zwei Schneider sowie ein Metzger, ein Fuhrmann, Dorfhirte und ein Lehrer mit ihren Familien ansässig. Im Jahre 1831 bestand Fley, auch Floyh oder Flöha bzw. Blžaný oder Fleja genannt, aus 88 Häusern mit 491 deutschsprachigen Einwohnern, darunter 22 Gewerbetreibenden. Unter herrschaftlichem Patronat standen die Pfarrkirche Johannes des Täufers und die Schule. Im Ort gab es zudem ein Forsthaus, drei Mahlmühlen und drei Brettmühlen. Abseits lag das Abschlaghaus, bei dem das Wasser aus der Flöha in die Neugrabenflöße geleitet wurde. Fley war Pfarrort für Willersdorf und Motzdorf. Bis zur Mitte des 19. Jahrhunderts blieb Fley der Fideikommissherrschaft Dux untertänig.
Nach der Aufhebung der Patrimonialherrschaften bildete Fleyh / Fláje ab 1850 mit den Ortsteilen Langewiese, Motzdorf und Willersdorf sowie dem einschichtigen Zollhaus am Betteleck und dem Forsthaus Georgshöhe (Jiřík) eine Gemeinde im Leitmeritzer Kreis und Gerichtsbezirk Dux. Ab 1868 gehörte die Gemeinde zum Bezirk Teplitz und ab 1896 zum Bezirk Dux. In Folge des Münchner Abkommens wurde Fleyh 1938 dem Deutschen Reich zugeschlagen und gehörte bis 1945 zum Landkreis Dux. 1939 lebten in der Gemeinde mit ihren Ortsteilen 1052 Menschen. Nach dem Ende des Zweiten Weltkrieges kam der Ort zur Tschechoslowakei zurück und die deutschböhmische Bevölkerung wurde vertrieben.

Stausee der Talsperre Fláje

In den Jahren 1958 bis 1960 wurde die Talsperre Fláje errichtet. Das Dorf Fláje sowie die im Einzugsgebiet gelegenen Ortsteile Mackov und Vilejšov wurden dafür aufgelöst. Unterhalb der Staumauer entstand eine kleine Ansiedlung für die beim Talsperrenbau Beschäftigten, auf die der Name Fláje übertragen wurde. Im Zuge der Auflösung der Gemeinde wurde das Kataster Fláje 1960 der Gemeinde Český Jiřetín im Okres Most und die Kataster Dlouhá Louka, Mackov und Vilejšov der Gemeinde Osek im Okres Teplice zugeschlagen. Das ehemalige Dorf Fláje wurde anschließend durch den Stausee teilweise überflutet, die Holzkirche Johannes des Täufers aus dem 17. Jahrhundert stand am östlichen Ufer. 1969 wurde die Kirche einschließlich der sich darin befindlichen Statue aus dem 15. Jahrhundert nach Český Jiřetín umgesetzt und dort im Jahre 1995 restauriert. Im Jahre 2001 bestand Fláje aus 3 Häusern, in denen wiederum 20 Menschen lebten. Vom alten Dorf sind im östlichen Uferbereich des Stausees noch die Grundmauern der umgesetzten Kirche und von Häusern sichtbar.

## Entwicklung der Einwohnerzahl
| Jahr | Einwohnerzahl |
| ---- | ------------- |
| 1869 | 548           |
| 1880 | 599           |
| 1890 | 554           |
| 1900 | 490           |
| 1910 | 508           |

| Jahr | Einwohnerzahl |
| ---- | ------------- |
| 1921 | 419           |
| 1930 | 487           |
| 1950 | 192           |
| 1961 | 36            |
| 1970 | 39            |

| Jahr | Einwohnerzahl |
| ---- | ------------- |
| 1980 | 26            |
| 1991 | 20            |
| 2001 | 20            |
| 2011 | 11            |

## Sehenswürdigkeiten
- Westlich von Fláje befindet sich auf dem Bradáčov das hölzerne Jagdschloss Lichtenwald (Zámeček Lichtenwald), das vom Grafen Emanuel Filibert von Waldstein für seine Braut, die Prinzessin von Liechtenstein, durch J. M. Rüttig aus Bilin im Jahre 1761 bis 1767 errichtet wurde und durch eine Allee zum Forsthaus Jiřík am Wieselstein erreichbar ist. Es ist nicht zugänglich und liegt abseits aller bezeichneten Wanderwege.
- Trinkwassertalsperre Fláje, der Uferbereich des Stausees ist als Trinkwasserschutzgebiet ausgewiesen und nicht öffentlich zugänglich
- Neugrabenflöße, entlang des ehemaligen Flößgrabens führt vom Staudamm der Talsperre ein Wanderweg nach Sachsen

## Söhne und Töchter des Ortes
- Walter Gaudnek (1931–2022), Künstler
- Anna Hogenová (* 1946), Philosophin
- Hubertus Merker (* 1944), Kirchenmusikdirektor in Hermsdorf/Thür.